# アゾフスタリ製鉄所
- アゾフスタル製鉄所

アゾフスタリ製鉄所（ウクライナ語: Mеталургійний Kомбінат Азовсталь＝アゾフスタリ・冶金コンビナート）は、ウクライナで最大級の製鉄・圧延会社の一つで、同国東南部のマリウポリにある。より古く、近傍に位置する国内第2のイリイチ製鉄所が少し内陸にあるのに対し、カルミウス川河口に位置し、アゾフ海に面する。
ソビエト連邦時代に建設され、核攻撃などを想定した地下6階の要塞が備えられている。このため2022年ロシアのウクライナ侵攻におけるマリウポリの戦いでは、ウクライナ軍などが籠城した。

## 歴史

### 20世紀
アゾフスタリ製鉄所はソ連国家経済最高ソビエト（ru:BCHX、en:VSNKh）の幹部会の決定により、1930年にウクライナ・ソビエト社会主義共和国のマリウポリに設立され、1933年に高炉が最初の出銑をして、生産を開始した。1935年1月、ソ連で最初の250トンの傾斜平炉の試運転により、アゾフスタリで製鋼生産が開始された。
第二次世界大戦（独ソ戦）初期の1941年にナチスドイツがマリウポリを占領した時には、作業が強制的に停止された後、ドイツのイヴァン・プログラム（Iwan-Programm）に沿ってドイツの鉄鋼会社下でドイツ国防軍へ兵器を製造した時期もあった。1943年9月、市が占領から解放され工場は再建された。

### 21世紀
2005年、この工場は590万6千トンの鉄鋼を生産したと報告されている。

## 環境への抗議と改革
米国の雑誌『ナショナルジオグラフィック』によれば、マリウポリはウクライナで「最も汚染された都市の1つ」と表現している。アゾフスタリ製鉄所での、緩慢な環境規制、アゾフスタリやメトインヴェストが所有する工場において「完全に時代遅れの」設備を使用していた結果という。マリウポリのエネルギー・労働・環境部門の責任者は、高い疾病レベルの証拠は無いとしている。一方で、大気からPM2.5が世界保健機関推（WHO）推奨の最大値の50倍以上という報告があり、2018年の研究では土壌サンプルから水銀、カドミウム、亜鉛、ヒ素、鉛、クロムといった重金属が検出されている。2018年と2019年には住民が街頭で改善を求める抗議をした。

## 2022年ロシアのウクライナ侵攻
2022年2月24日、アゾフスタリ製鉄所はロシアの軍事侵攻を受けて工場の操業を停止。従業員によると、350トンの溶融金属を扱う高炉や転炉を止める作業に7日間かかった。作業中にロシアの破壊工作員が侵入して従業員に発砲、ウクライナ軍に逮捕されている。以降、製鉄所に軍のパトロール隊が配置された。
同年3月、マリウポリに侵入したロシア軍による包囲で工場はひどく損傷し、ウクライナの国会議員のセルギイ・タルタ（Serhiy Taruta）は「ロシア軍が工場を実質的に破壊した」と述べた。
同年4月16日までに、この製鉄所はロシア包囲網に対する、組織化された抵抗の最後の拠点になった。ロシア軍はモスクワ時間の4月17日午前6時までに降伏するよう通告し、武器を置いて投降した場合彼らの命だけは保証するとした。これはブチャの虐殺の後の事である。ウクライナ軍は降伏を拒否し、工場の大部分は彼らの管理下にとどまった。
同月19日の午前11時から午後1時までの間に「例外なくいかなる武器と弾薬」を捨てて退去せよというロシア国防省の最後通告は、ウクライナ軍によって無視された。
マリウポリは陸路も海路もロシア軍に封鎖されており、翌20日、アゾフスタリを防衛するウクライナ軍に対して、ヘリコプターによる最後の補給が試みられた。この空路補給はロシアの対空兵器や戦闘機などにより迎撃される危険を冒して合計7回実施され、搭乗員の9割は帰還できなかった。
この日、製鉄所に残るウクライナ第36海軍歩兵旅団のセルヒー・ウォリナ旅団長は、製鉄所に避難している民間人の救出を求めるメッセージ動画を発表している。同月30日より、国連と赤十字国際委員会（ICRC）の仲介と支援により、製鉄所から民間人の避難が行われた。
5月16日、製鉄所に残った最後のウクライナ軍兵士たちが降伏。バスでドネツク人民共和国が「領土」と主張する地域に移送された。
ウクライナ国営通信によると、ロシア軍は占領したアゾフスタリ製鉄所を修理・整備拠点として使っていたが、2023年5月26日夜に爆発が起き、ウクライナがイギリスから供与された巡航ミサイル「ストームシャドー」2発で攻撃してきたと、ロシア側は主張している。
2023年6月12日、捕虜交換が行われて96人がウクライナへ帰国。この中には製鉄所で捕まった兵士が含まれていた。

## 製造
工場には、コークス製造、焼結プラント、6つの高炉6基、製鋼施設が含まれている。

## 管理
アゾフスタリ製鉄所はリナト・アフメトフが所有するSCM持株会社配下のメトインヴェスト（Metinvest）の子会社として運営されていたが、現在はメトインヴェスト持株会社の子会社になっている。

## 地下シェルター
欧州最大級の同製鉄所は、ソビエト連邦時代に建設された巨大施設である。その当時に備えられたシェルターは、核攻撃などを想定した地下6階のトンネルなどであった。平和な時代はこの空間は倉庫として使われていた。2014年の親露派武装勢力によるマリウポリへの攻撃の際、作業員が製鉄所の地下に避難したことがあるが、同年以降の再建は「製鉄所の電炉の水冷ランスが破裂するなどの事故に備えるためのもので、防空壕としての再建ではない」と製鉄所の人事部長とエンジニアが説明している。すべてのシェルターの監査・修理・換気設備の復旧、非常食のリスト作成と備蓄、期限切れの更新などが経営陣から指示された。スタッフとともに避難訓練もし、誰がどこにいくべきかリストを作り、工場全体で大規模な訓練を年に2回以上行って、8年維持されてきた。
いくつものシェルターやトンネルがつながっているほか、検査・診療所や園芸場、カフェ、居住空間などが完備され、最大4000人を収容できるように水や食料を備蓄していた。広さは11平方kmと、東京ドームおよそ235個分に相当する。市内には他にも同様の地下施設があり、製鉄所の施設と地下通路でつながっていた。

## ギャラリー

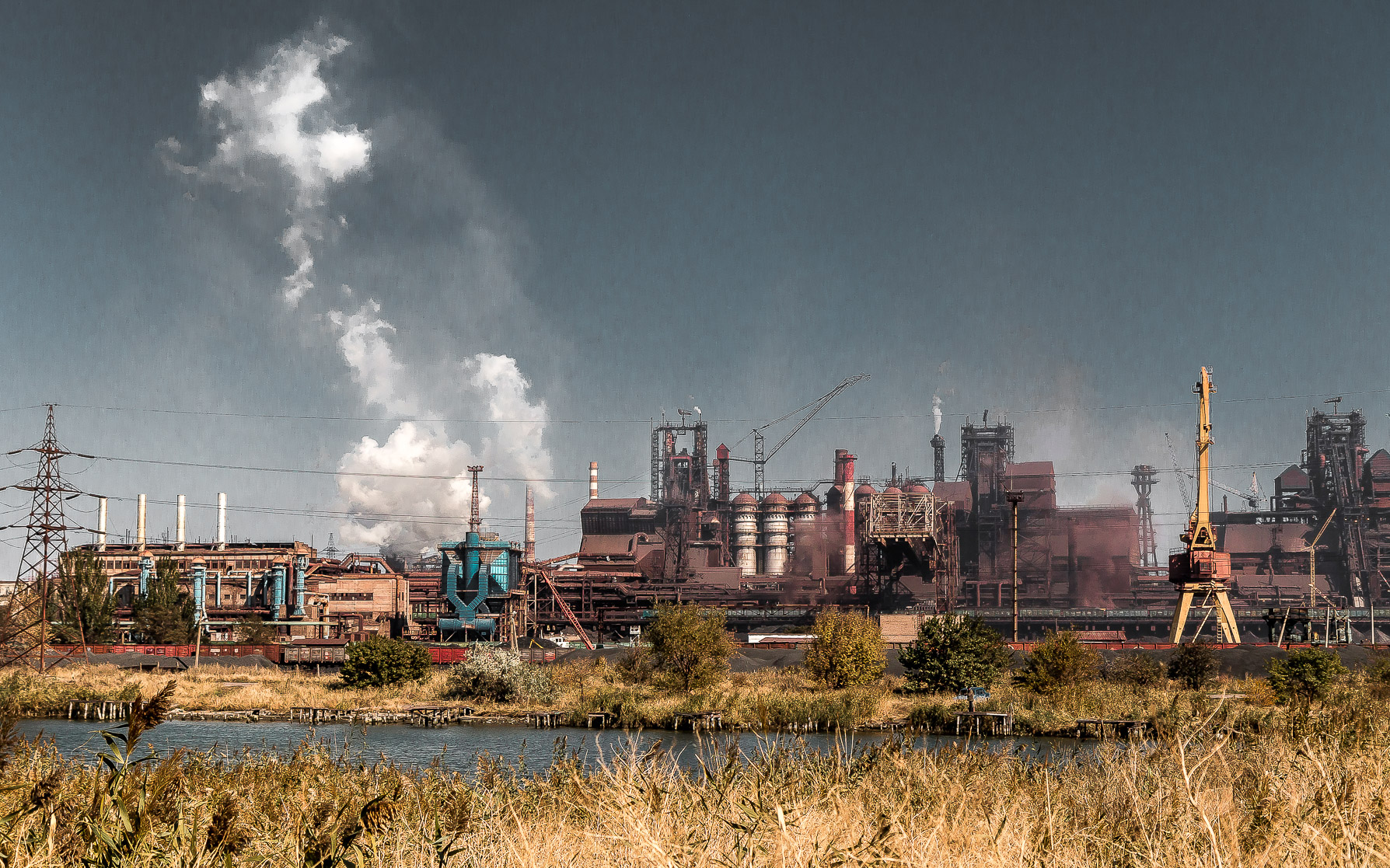
カルミウス川越しに見る製鉄所
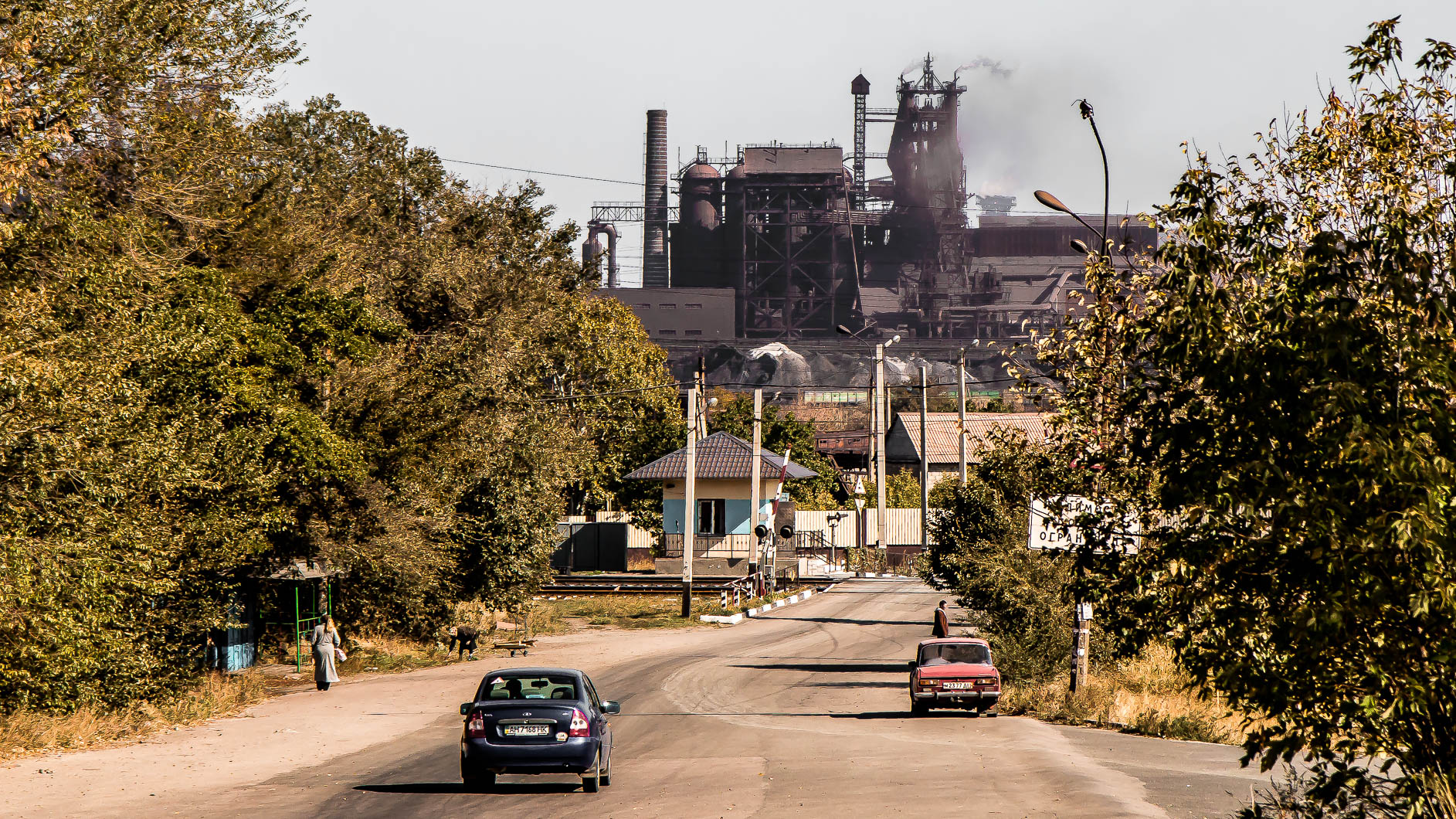
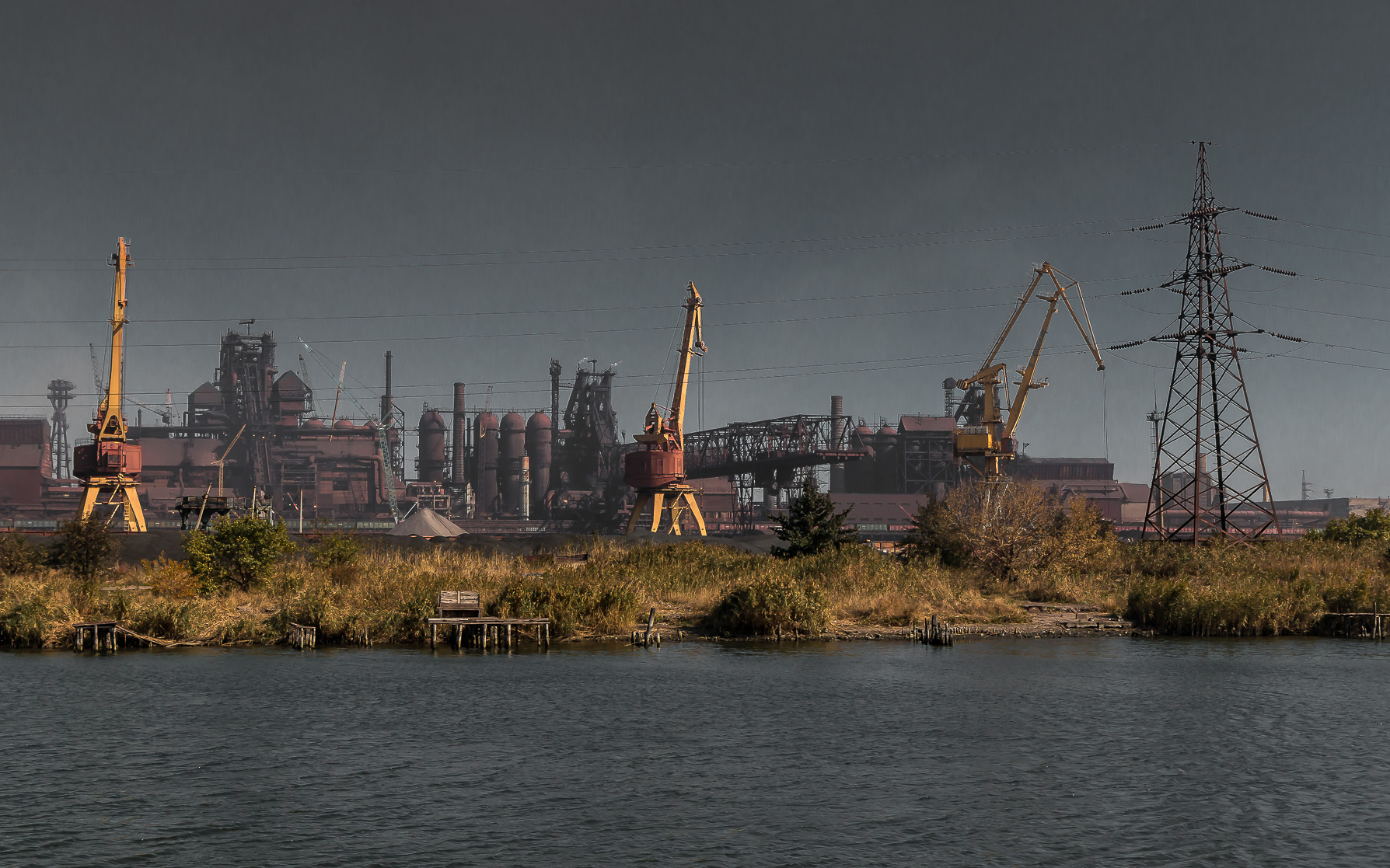

## 参照項目
- イリイチ製鉄所
- クリヴォリジュスタリ製鉄所
- ウクライナの金属生産